# Edward Keating

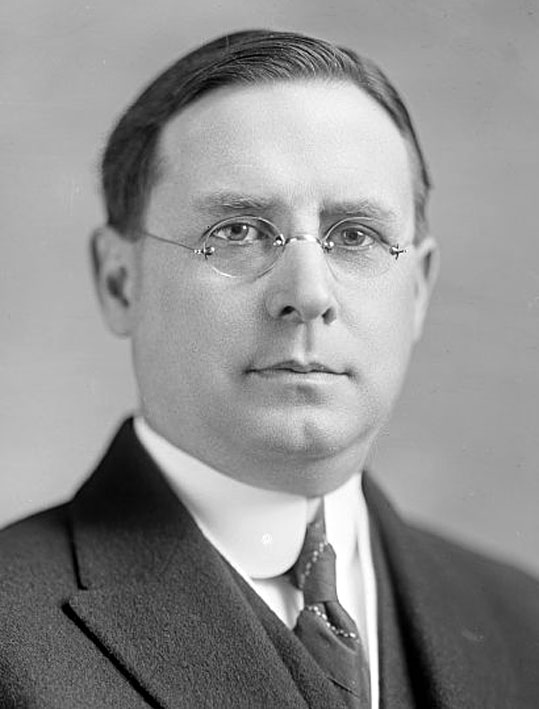
Edward Keating

Edward Keating (* 9. Juli 1875 bei Kansas City, Kansas; † 18. März 1965 in Washington, D.C.) war ein US-amerikanischer Politiker. Zwischen 1913 und 1919 vertrat er den dritten Wahlbezirk des  Bundesstaates Colorado im US-Repräsentantenhaus.

## Werdegang
Edward Keating wurde auf einer Farm im Wyandotte County in Kansas geboren. Im Jahr 1880 zog er mit seiner Mutter nach Pueblo in Colorado. Nach einem weiteren Umzug ließen sie sich 1889 in Denver nieder. Dort besuchte Edward Keating die öffentlichen Schulen. Nach seiner Schulzeit durchlief er eine erfolgreiche Karriere im Zeitungsgeschäft. Er war als Reporter und Herausgeber von Zeitungen tätig.
Politisch wurde er Mitglied der Demokratischen Partei. Zwischen 1899 und 1901 war er Revisor der Stadt Denver. Im Jahr 1903 war er Mitglied einer Versammlung, die die erste Satzung der Stadt Denver ausarbeitete. Zwischen 1906 und 1911 gab er die Zeitung "Rocky Mountain News" heraus. Von 1906 und 1907 war er Präsident des internationalen Presseclubs. In den Jahren 1911 bis 1913 war er Vorsitzender der Landbeauftragten des Staates Colorado (State Board of Land Commissioners). Nachdem er in Pueblo eine Zeitung erworben hatte, zog er 1912 in diese Stadt.
Im selben Jahr wurde Keating im dritten Distrikt von Colorado in das US-Repräsentantenhaus in Washington gewählt. Dort löste er am 4. März 1913 Edward T. Taylor ab, der in den vierten Bezirk wechselte. Nach zwei Wiederwahlen konnte er bis zum 3. März 1919 drei Legislaturperioden im Kongress absolvieren. Von 1917 bis 1919 war er Vorsitzender des Ausschusses zur Kontrolle der Ausgaben des Postministeriums. Im Jahr 1918 wurde er nicht mehr wiedergewählt. Nach seiner Zeit im Kongress gab er bis 1953 die offizielle Wochenzeitung der Eisenbahnarbeiter heraus. Danach zog er sich in den Ruhestand zurück.